# Synagoge (Pidhajzi)

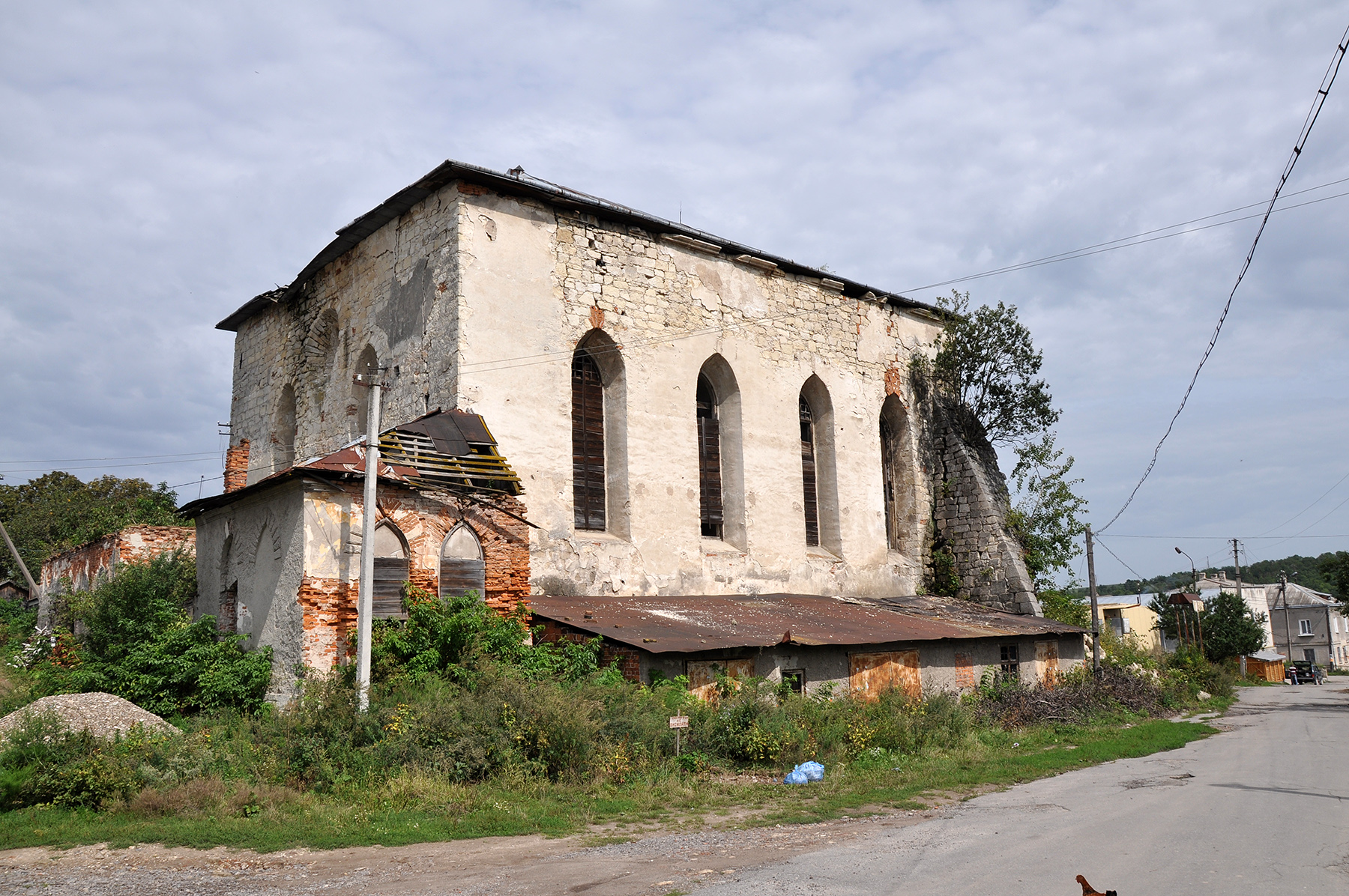
Synagoge Pidhajzi

Die Synagoge in Pidhajzi in der ukrainischen Oblast Ternopil wurde im 17. Jahrhundert erbaut. Heute ist sie eine Ruine.

## Geschichte
Die Synagoge wurde vermutlich zwischen 1621 und 1648 als Wehrsynagoge erbaut. Im Laufe der Jahre wurden an den Seiten Anbauten angefügt. Nach der Ermordung der jüdischen Bevölkerung im Zweiten Weltkrieg wurde sie einige Jahre als Lagerhaus genutzt. Heute steht sie leer und verfällt.

## Architektur
Das Hauptgebäude (der Gebetsraum der Männer) ist mit den äußeren Seitenlängen von 30,60 m × 30,40 m nahezu quadratisch. Es ist von ein- und zweigeschossigen Erweiterungen umgeben. An der Ostseite befinden sich an den Ecken 2 Mauerstützen. Dabei stammen die Erweiterungen an der Süd- und Ostseite aus der Zeit nach 1945, als das Gebäude ein Lager war, während die anderen bald nach der Fertigstellung des Gebäudes angefügt wurden.
Die Synagoge hat lange, schmale Fenster mit  Spitzbögen.

## Synagoge in New York
Jüdische Auswanderer aus Pidhajzi erbauten im späten 19. Jahrhundert in New York die Podhajcer Shul.